# Cold Fact
| 전문가 평가            | 전문가 평가 |
| 평가 점수              | 평가 점수   |
| 출처                   | 점수        |
| ---------------------- | ----------- |
| AllMusic               | [ 2 ]       |
| The Austin Chronicle   | [ 3 ]       |
| Pitchfork              | 8.0         |
| The New Zealand Herald | [ 5 ]       |
| PopMatters             | 8/10        |
| Rolling Stone Germany  | [ 7 ]       |

《Cold Fact》는 미국의 싱어송라이터 로드리게스의 데뷔 음반이다. 1970년 3월 서식스 레코드로 미국에서 발매되었다. 이 음반은 미국에서 매우 잘 팔리지 않았지만(로드리게스는 그 자신이 미국에서 무명이었다), 1979년 로드리게스가 호주를 순회하면서, 남아공과 호주에서 모두 잘 팔렸다.
1971년에 이 음반은 A&M 레코드에 의해 남아공에서 발매되었다. 1976년 뉴욕의 한 창고에서 《Cold Fact》 수천장이 발견되어 몇 주 만에 호주에서 매진되었다. 이 음반은 1978년 호주 음반 차트에서 23위에 올랐으며 55주 동안 차트 순위에 머물렀다. 1998년 《Cold Fact》는 남아공에서 플래티넘 디스크를 받았고, 호주에서는 5배 플래티넘이었다. 로드리게스는 그 후 남아공과 호주를 많은 성공으로 여행했지만, 그의 모국인 미국에서 비교적 알려지지 않았다. 이는 2008년과 2009년에 라이트 인 디 애틱 레코드가 미국에서 음반을 재발매한 이후 바뀌기 시작했으며, 2012년에는 아카데미상 수상작인 다큐멘터리 영화 《서칭 포 슈가맨》로 인해 곧 《60분》과 《레이트 쇼 위드 데이비드 레터먼》와 같은 미국 주요 TV 쇼에 출연하게 되었다.
《Cold Fact》는 1991년 닐슨 사운드스캔이 추적을 시작한 이후 19만1000장이 팔렸고, 이 중 17만3000명이 아카데미상 수상 후 9만8000명이 팔렸다. 《Coming from Reality》는 10만5000장의 음반을 이전했는데, 이는 영화가 흥행한 이후 9만9000장의 음반으로, 사후 아카데미상 6만장이었다. 그리고 사운드트랙 음반(소니의 레거시 카탈로그 사업부에서 뽑은)은 15만2000장의 매출을 자랑한다.

## 샘플 및 특징
〈Sugar Man〉은 2001년 나스의 음반 《Stillmatic》의 〈You're Da Man〉에서 샘플링되었다.
2014년 프랑스의 딥하우스와 일렉트로닉 음악 프로듀서인 트리스탄 카사라는 〈The Avener Feat. Rodriguez〉로 인정된 새 음반에 〈Hate Street Dialogue〉를 수록했다. 프랑스에서는 《The Wanderings of the Avener》가 발매되었다.

## 컴필레이션
〈Sugar Man〉은 데이비드 홈즈의 2002년 컴필레이션 《Come Get It I Got It》의 오프닝 트랙이었다.

## 곡 목록
| #   | 제목                                                                  | 작사·작곡                               | 재생 시간 |
| --- | --------------------------------------------------------------------- | --------------------------------------- | --------- |
| 1.  | 〈Sugar Man〉                                                         |                                         | 3:45      |
| 2.  | 〈Only Good for Conversation〉                                        |                                         | 2:25      |
| 3.  | 〈Crucify Your Mind〉                                                 |                                         | 2:30      |
| 4.  | 〈This Is Not a Song, It's an Outburst: Or, the Establishment Blues〉 |                                         | 2:05      |
| 5.  | 〈Hate Street Dialogue〉                                              | 게리 하비, 마이크 테오도르, 데니스 카피 | 2:30      |
| 6.  | 〈Forget It〉                                                         |                                         | 1:50      |
| 7.  | 〈Inner City Blues〉                                                  |                                         | 3:23      |
| 8.  | 〈I Wonder〉                                                          |                                         | 2:30      |
| 9.  | 〈Like Janis〉                                                        |                                         | 2:32      |
| 10. | 〈Gommorah (A Nursery Rhyme)〉                                        | 하비, 테오도르, 카피                    | 2:20      |
| 11. | 〈Rich Folks Hoax〉                                                   |                                         | 3:05      |
| 12. | 〈Jane S. Piddy〉                                                     |                                         | 2:54      |